# Каберне фран
Каберне фран винова лоза је пореклом из Француске где се највише гаји, посебно у виноградарском региону Бордоа. Распрострањена је још у Шпанији, Португалији, Румунији и Украјини. У Србији се среће као пратилац сорте Каберне Совињон. Франциска је земља са убедљиво највећом површином под засадом Каберне франа око 15000 хектара. Позната је и под именима Carment, Cabonet, Gros cabernet, Petit fer и Veron.

## Историјат
Порекло ове веома значајне винске сорте датира још од настанка виноградарства у доба старог Рима. Римљани су својим освајачким походима ширили своју цивилизацију у провинцијама које су држали под контролом и верује се да су тада донели винову лозу и на просторе Бордоа - вероватно и неки варијетет Каберне франа. На том подручју сорта се и одомаћила и зато се данас сматра да данашњи Каберне фран потиче из југозападног дела Француске са подручја Бордоа, посебно око градића Сент Емилион.
По игуману Бретону, коме је још у 17. веку кардинал Ришеље донео прве резнице у долини реке Лоаре, Каберне носи и даље име Бертон, сматрају француски историчари вина.

## Виноградарство
Генерално, Каберне фран је веома сличан Кабернет совињону, али пупољци сазревају најмање недељу дана раније. Ова особина омогућава да лоза напредује у нешто хладнијој клими од Каберне совињона, као што је Лоире Валеи. Његова рано зрење не представљају виноградарску опасност од сазребања рано у току вегетације. Лоза је снажана и усправана, са тамнозеленим, са пет крака на листу. Крила листа су у целини, издужени и средње величине. Бобице су веома мале и плаво-црне боје, са прилично танким кожицом. Каберне фран винова лоза је више склона мутацијама него Кабернет саувињон, мање од Пинот ноир.

## Ботанички опис
Сорта се одликује вегетативно јаким чокотом. Врх младог ластара се карактерише златножутом а по ивици листића црвеновинастом бојом. Зрео ластар је дебео, спљоштен, боје лешника, са кратким интернодијама и израженим коленцима тамнољубичасте боје. Лист је средње крупан, петоделан, са више отвореним него затвореним синусима. У дну синуса често постоји зубац. Петељкин синус је затворен. Лице листа је слабо наборанотло, тамнозелене боје, а наличје светло зелено са паучинастим маљама. Цвет је морфолошки и функционално хермафродитан, а оплодња добра. Грозд је средње крупан или ситан, конусног облика, средње збијен. Маса грозда варира између 70 и 140 грама. Бобица је средње крупна или ситна, благо овална, тамноплаве боје. Покожица је танка или средње дебела, са много пепељка. Горжђани сок је безбојан, са дискретним сортним мирисом.

## Агробиолошка својства
Каберне фран је позна сорта, грожђе сазрева крајем треће епохе. Принос грожђа варира од 9 до 14 тона по хектару. Највише јој одговара шпалирски систем гајења, али се у својој постојбини-у Бордоу успешно гаји на малим растојањима у облику ниског стабла. Ова сорта даје најбољи квалитет грожђа, ако се гаји на дубоким, растреститим и довољно кречним земљиштима. Сорта је средње осетљива на пламењачу и пепелницу, док је на сиву трулеж релативно отпорна.
Сврстава се у ред најодпорнијих према зимским мразевима.

## Технолошка својства-примена у винарству
Садржај шећера у грожђаном соку креће се од 20 до 22%, а удео укупних киселина 6 до 9 грама по литру. Грожђе се користи за справљање врхунских и квалитетних црвених сортних вина или се купажира са винима сорте Каберне совињон дајући чувено бордовско вино. Вино ове сорте је веома цењено и њено гајење се препоручује у свим рејонима где за то постоје повољни еколошки услови.

## Винске регије
Широм света Каберне фран је један од двадесет најчешће посађених лоза. Саднице се налазе широм Европе, Северној Америци, Кини и Казахстану. У многим регионима, је засађено као компонента мешавине у Бордо-стилу, као што је Меритаге, где је секундарна улога Каберне совињона и Мерлоа. У деловима североистока Италије, Анжу-Саумур, Тоураине и десна обала региона Бордоа, Каберне фран игра значајнију улогу у мешању сорти.

### Француска
У Француској, Каберне фран се налази углавном у долини Лоаре и у Либоурнаис региону Бордоа. Од 2000. године, био је шести најчешће засађена црвена сорта у земљи. Друге области са значајним засадима укључују Бержерак и Мадиран Аппеллатион. До почетка 20. века, било су скоро једнаки засади Каберне совињон и Каберне франа у Бордоу са око 25.000 хектара од краја 1960-их. Већина ових засада су дуж десне обале Жирана у регионима Фронсац, Ст-Емилион и Померол. Крајем 20. века, иако засади Каберне совињон је нагло порастао у Бордо на 2 према 1у односу на Каберне фран, којих је било преко 35,360 хектара у другој, у скоро половини у земље од укупно 88.900 хектара.

### Италија
До 2000. године било је више од 17.300 хектара Каберне Франа у Италији. Међутим, сорта је уобичајено здружена са Каберне Саувигњом и древног Бордоа грожђа Карменере. То је углавном засађено на крајњем североистоку Италије, нарочито у Фриули, али се такође налази у виноградима у Венето (где је позната као Бордо), а налази се у склопу неких Цхианти мешавине, чак и далеко на југ и Апулиа. Засади Каберне фран у Тоскани су у порасту последњих година, посебно у Болгхери и Маремма региону у коме јегрожђе признато за равнотежу и елеганције коју доноси мешавина. Италијани вина често означавају једноставно као "Каберне" имају тенденцију да буду првенствено Каберне фран или мешавина Каберне Фран и Каберне совињона.

### Остали европски региони
Изван Француске и Италије, знатни засади Каберне фран налазе у Шпанији, Бугарској, Словенији, Хрватској посебно у Истри. Ова сорта грожђа није баш уобичајена у Шпанији и налази се углавном у Каталонији.

## Порекло ароме у вину
Вина Каберне фран су воћнијег укуса и са израженим вегетативним тоном, са мање танина и нижим ацидитетом али често и не толико пуног укуса. Специфичне ароме које се могу запазити у Каберне франу зависе како од региона у ком се гаји тако и од стила и начина производње. Оно што се најчешће препознаје у ароми и на укусу су: паприка бабура, малина, јагода, шљива, вишња, лист дувана, љубичица, и зачински тонови.